# Toro (topologia)

Animação Toróide

Toro ou toróide é um espaço topológico homeomorfo ao produto de dois círculos. Apresenta o formato aproximado de uma câmara  de pneu. Em geometria, pode ser definido como o lugar geométrico tridimensional formado pela rotação de uma superfície circular plana de raio r, em torno de uma circunferência de raio R.

## Formas de construir um toro
- Identificando os lados opostos de um quadrado sem os torcer.
- Identificando os lados opostos de um hexágono sem os torcer.

## Geometria
Um toro pode ser imerso no {\displaystyle \mathbb {R} ^{3}\,} como uma superfície algébrica do quarto grau.
Em coordenadas paramétricas, o toro é gerado por:
{\displaystyle x(u,v)=(R+r\cos {v})\cos {u}\,}
{\displaystyle y(u,v)=(R+r\cos {v})\sin {u}\,}
{\displaystyle z(u,v)=r\sin {v}\,}
em que
u, v estão no intervalo [0, 2π],
R é a distância do centro do tubo ao centro do toro,
r é o raio do tubo.
Em coordenadas cartesianas, o toro com simetria de rotação no eixo z tem equação:
{\displaystyle \left(R-{\sqrt {x^{2}+y^{2}}}\right)^{2}+z^{2}=r^{2},\,\!}
eliminando a raiz quadrada, chega-se a:
{\displaystyle (x^{2}+y^{2}+z^{2}+R^{2}-r^{2})^{2}=4R^{2}(x^{2}+y^{2}).\,\!}
A área da superfície e o volume do interior são dados por:
{\displaystyle A=4\pi ^{2}Rr=\left(2\pi r\right)\left(2\pi R\right)\,}
{\displaystyle V=2\pi ^{2}Rr^{2}=\left(\pi r^{2}\right)\left(2\pi R\right).\,}
As fórmulas da área e do volume são as mesmas de um cilindro, em que sua altura é o equivalente à circunferência média do toro {\displaystyle (2\pi R)} e o raio da base equivalente ao raio da seção transversal do toro {\displaystyle (r)}. Este cilindro é criado "cortando-se" o toro e estendendo-o pelo centro do tubo. As perdas em área e volume na parte interna são compensadas por ganhos na parte externa.

## Propriedades topológicas
O toro é uma superfície topológica compacta, conexa e orientável, que pode ser representada por um polígono (no caso, quadrado) com uma orientação nas arestas. Esta orientação representa a identificação das arestas. Uma possível triangulação do toro é dada pela figura abaixo, na qual o toro é representado pelo quadrado com os lados identificados  .

Triangulação do Toro

Podemos também triangularizar o bitoro, que é uma soma conexa de dois toros, triangularizando a região poligonal que o representa, que é um polígono com uma orientação nas arestas. Esta orientação determina como as arestas devem ser coladas para formar a figura topológica. Uma possível triangulação do bitoro é dada pela figura abaixo:

Bitoro

Triangulação do Bitoro

## Galeria

Superfície tórica
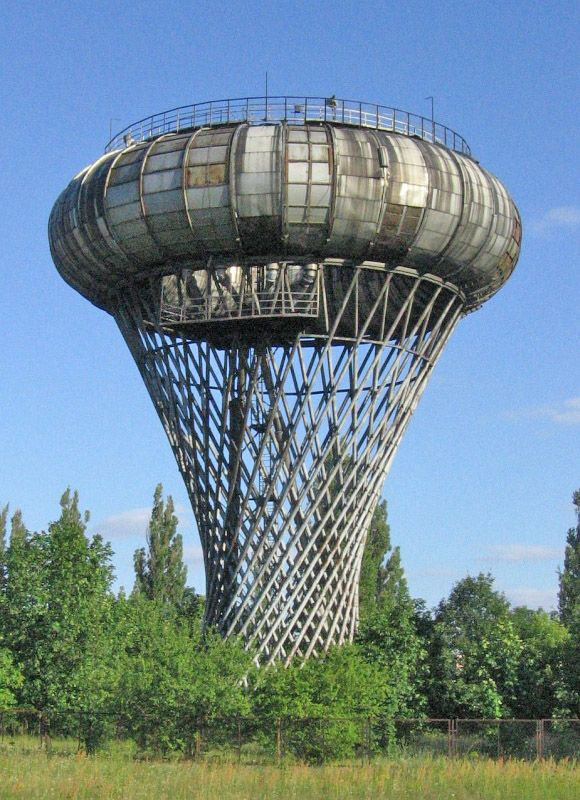
Caixa d'água toroidal na Polônia